# Szlak Historii Militarnej Kaszub Północnych
Szlak Historii Militarnej Kaszub Północnych, česky Trasa vojenské historie severních Kašub, je naučná stezka či turistická trasa v okrese Puck na Kašubském pobřeží a Helské kose v Pomořském vojvodství v Severním Polsku. Trasa, která je vhodná také pro automobilisty, je celoročně volně přístupná.

## Další informace
Szlak Historii Militarnej Kaszub Północnych je naučná trasa spojující místa související s vojenskou historií. Obsahuje více než 80 různorodých míst týkajících se válek nebo armády, vojenských objektů, pevností, památníků, muzeí, hrobů a bitev. Trasa vede přes obce/gminy: Krokowa, Władysławowo, Jastarnia, Hel, Puck a Kosakowo. Zaměřuje se na známá i "zapomenutá" místa historie.